# Fattyú kucsmagomba
A fattyú kucsmagomba (Morchella semilibera) a kucsmagombafélék családjába tartozó, Európában honos, réteken, tisztásokon, erdőszéleken élő, ehető gombafaj.

## Megjelenése
A fattyú kucsmagomba süvege 2-4 cm magas, hegyesen kúpos és a felénél ízesül a tönkhöz. Felszínén hosszanti sorokba rendezett, méhsejtszerű üregek láthatóak. Színe olívbarna vagy mézbarna. A termőréteg a süveg felszínén található. 
Húsa merev, viaszszerűen puha, fehér, törékeny. Íze és szaga kellemes.
Tönkje 4-10 (20) cm magas. Alakja szabálytalanul felfelé vékonyodó vagy hengeres, színe fehér vagy sárgásfehér, felülete korpás. Belül egyetlen üreg található, amely a süveg üregében folytatódik.
Spórapora fehér. Spórája elliptikus, sima, mérete 22-25 x 12-15 µm.

### Hasonló fajok
A papsapkagombák belső üregét több válaszfal tagolja. A hegyes kucsmagomba süvege az alján, a cseh kucsmagombáé pedig a csúcsán nőtt össze a tönkkel. 

## Elterjedése és termőhelye
Európában honos. Külsőre nagyon hasonlító észak-amerikai változatait genetikai vizsgálatuk óta Morchella punctipes és Morchella populiphila néven külön fajként jegyzik. Magyarországon helyenként gyakori lehet. 
Ligeterdőkben, erdőszéleken, tisztásokon, tópartokon él. Áprilistól júniusig terem.
Ehető, ízletes gomba. Nyersen fogyasztva allergiás reakciót válthat ki. Főzve egyes ételeket sajtízűvé tesz.  

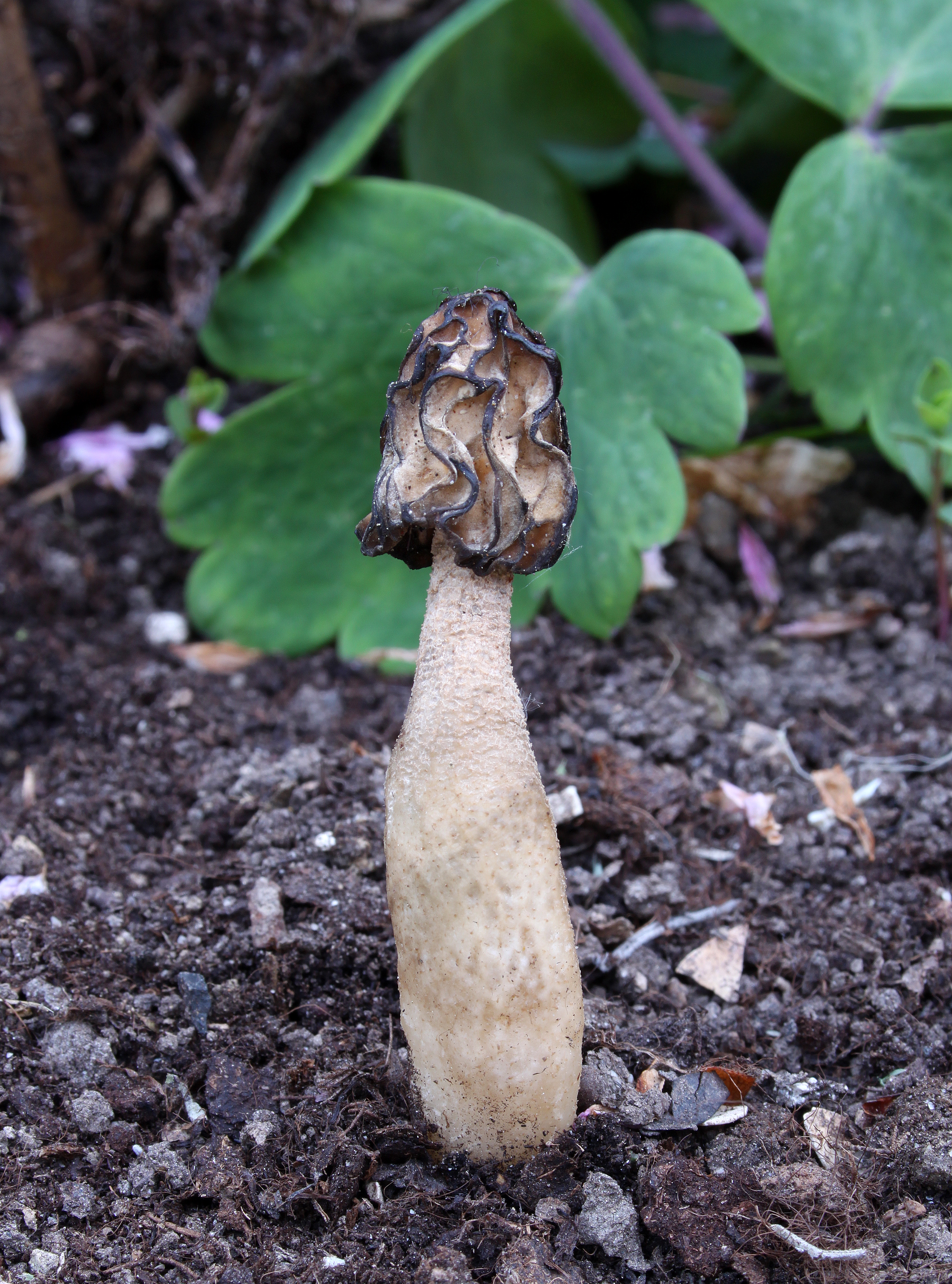
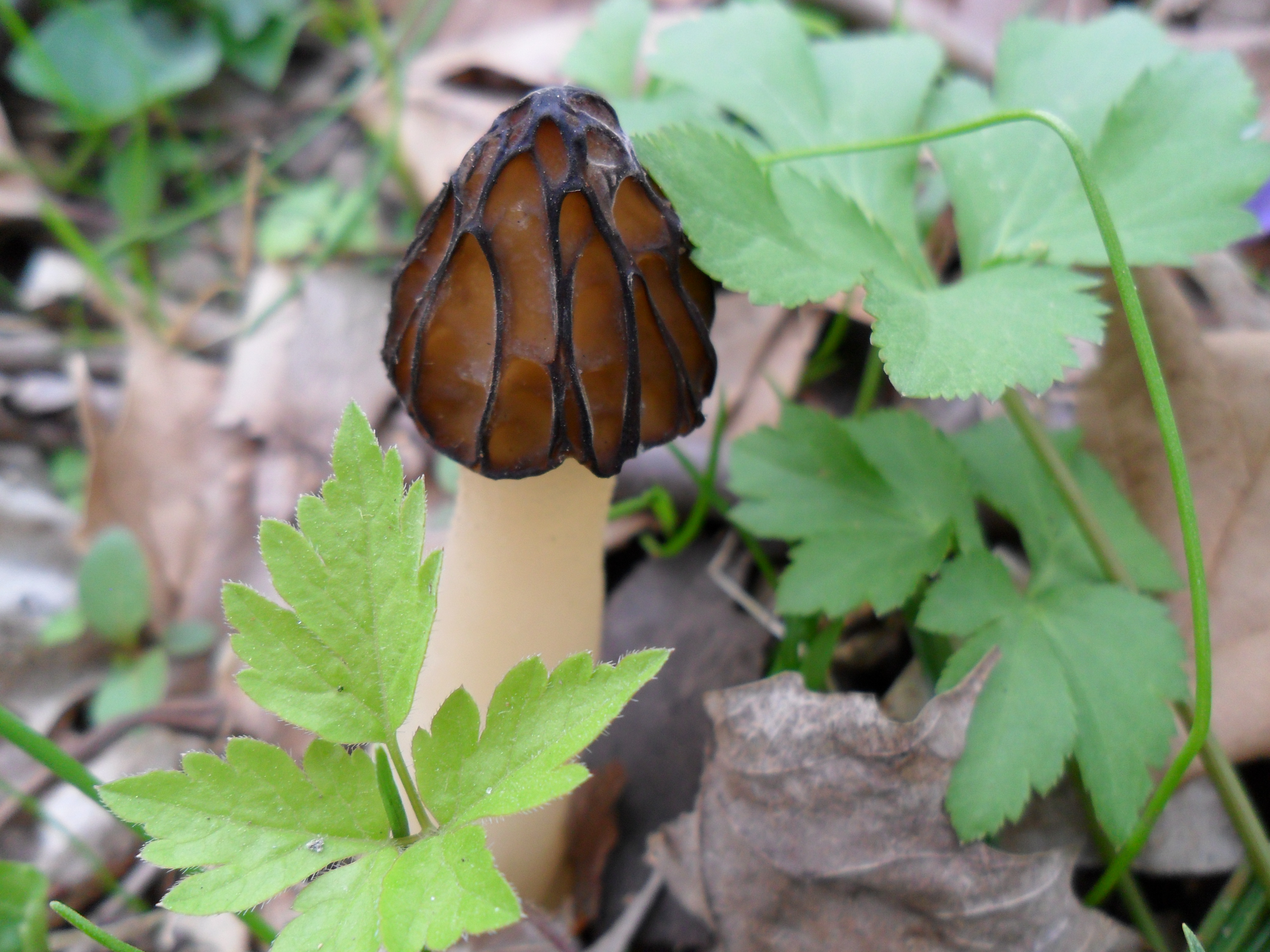
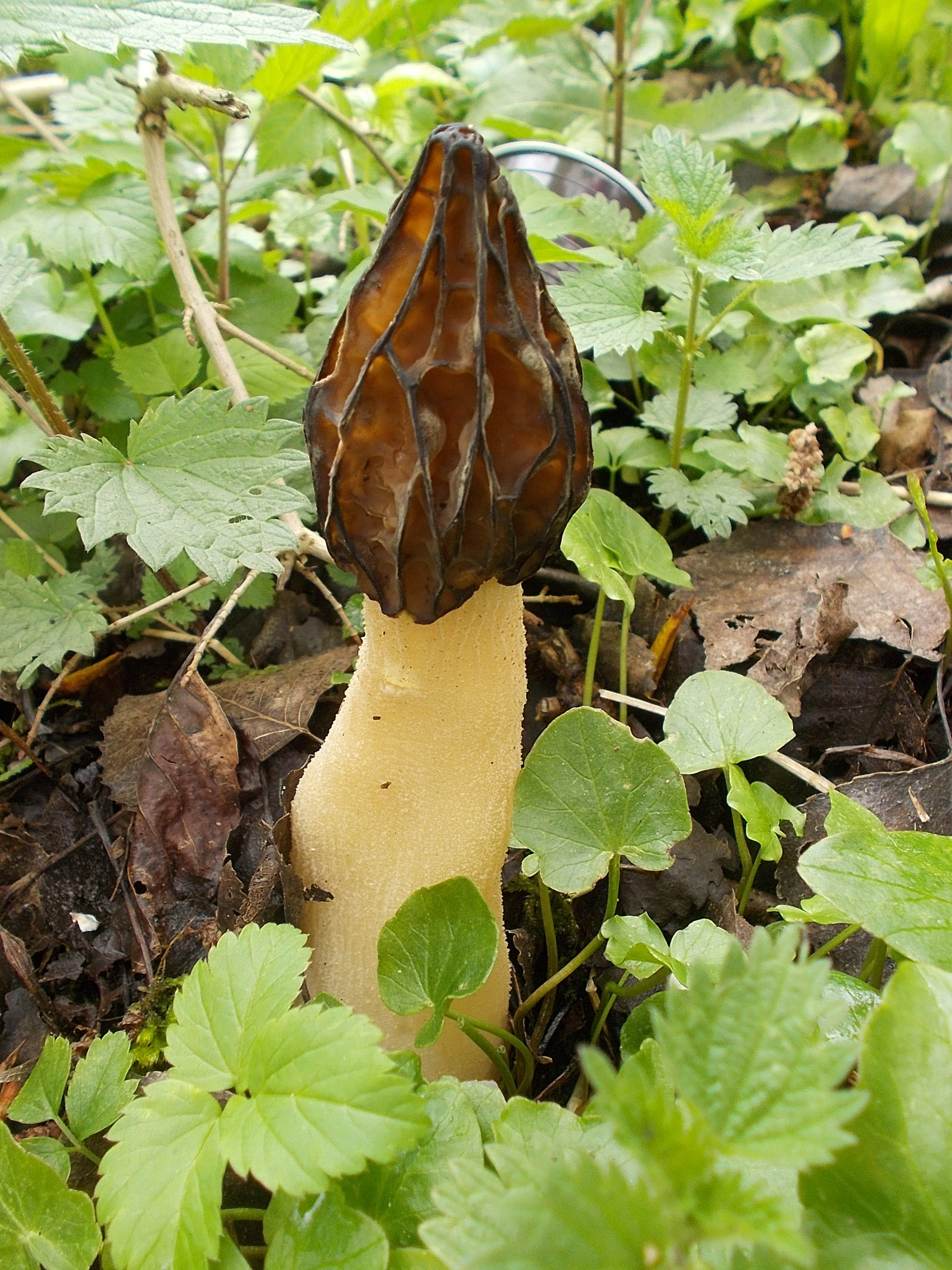
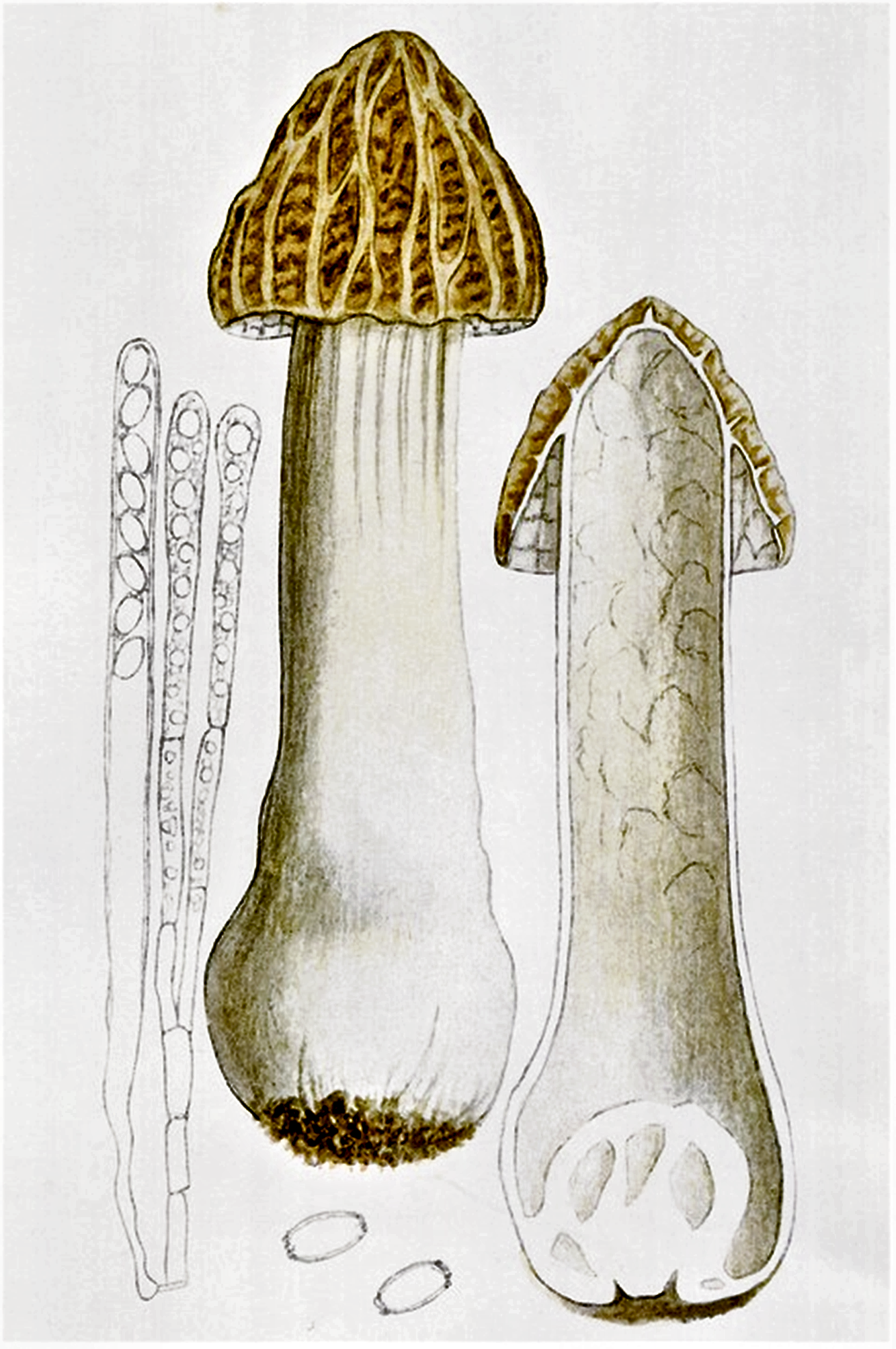
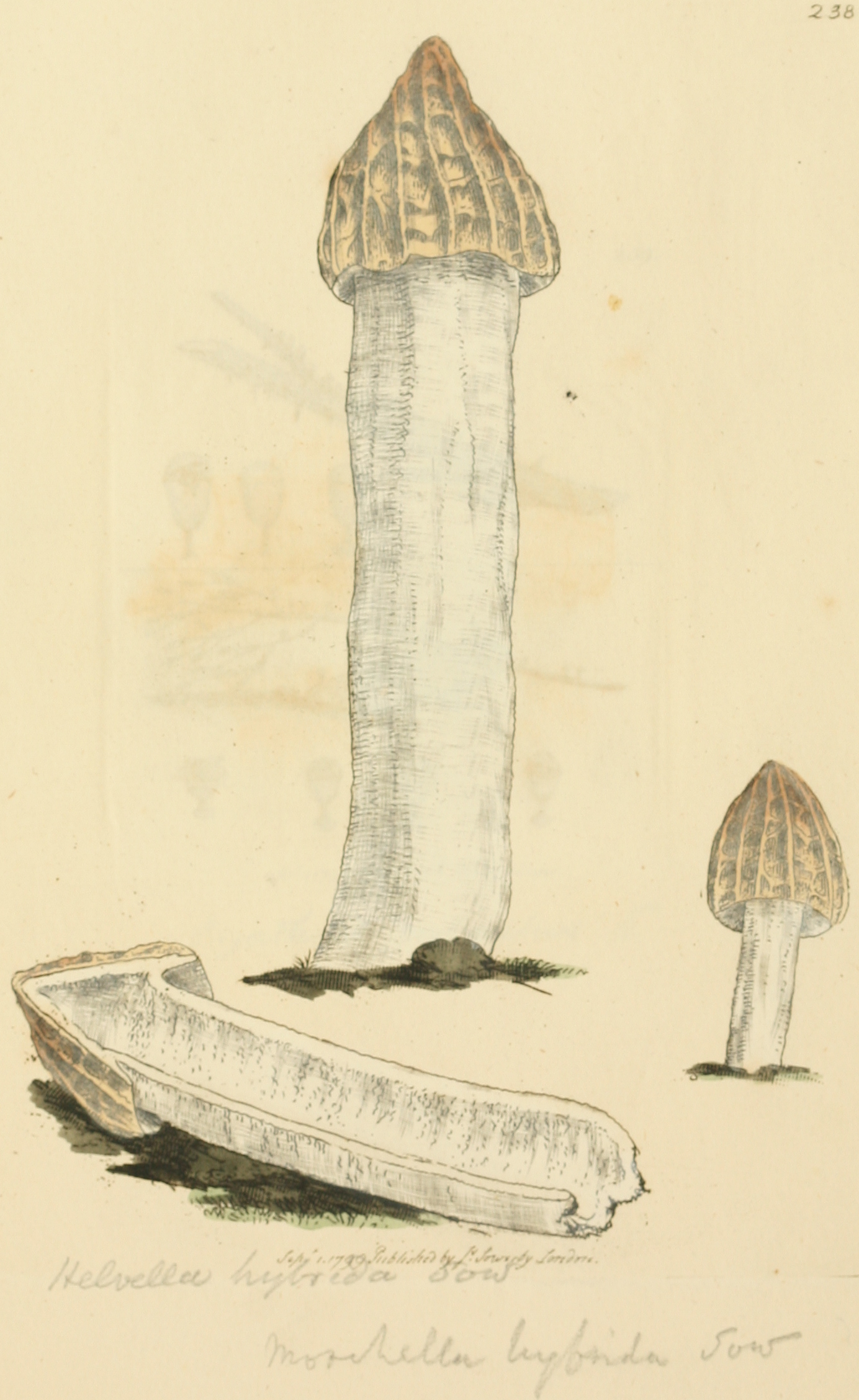